# Władysława Kostakówna
Władysława Kostakówna (también conocida como Władysława Śliwińska) (20 de diciembre de 1908 – 1 de marzo de 2001) fue una espía polaca para las fuerzas aliadas durante la Segunda Guerra Mundial. También fue ganadora de un concurso de belleza y alcanzó la fama como Miss Polonia en 1929.

## Biografía
Władysława Kostakówna nació el 20 de diciembre de 1908 en Varsovia, hija del escultor Stanisław Kostak. En 1914 (al comienzo de la Primera Guerra Mundial), ella y su familia cerraron con llave su apartamento en Polonia y se instalaron en Crimea. En 1920, la familia regresó a Varsovia, solo para descubrir que su apartamento y todas sus pertenencias habían sido entregados a extraños, lo que les obligó a construir una nueva vida en Varsovia. Durante tres años, vivió en un monasterio en St. Georges d'Aurac, cerca de París, Francia, y se desplazaba a París.
En enero de 1929, Kostakówna, de 21 años, trabajaba como corresponsal del Banco Municipal de Ahorros de Varsovia y presentó su foto a un concurso de belleza. Para su gran sorpresa, fue galardonada con el título de Miss Polonia frente a una competencia que incluía a condesas y aristócratas. Gracias a su victoria en Varsovia, pasó a la siguiente fase del concurso, representando a Polonia en el concurso Miss Europa organizado en París, donde quedó en segundo lugar. Esto la convirtió en la primera finalista del título. El título le valió la atención de pretendientes y estudios cinematográficos, pero ella los rechazó a todos y volvió a su trabajo en el banco.

## Agente de espionaje
El 5 de enero de 1930, en la catedral de San Juan de Varsovia, se casó con el abogado Leon Śliwiński, un viudo que criaba solo a su único hijo. En 1939, con el inicio de la Segunda Guerra Mundial, la pareja y el hijo de Leon (también llamado Leon) recorrieron la peligrosa ruta que atravesaba Yugoslavia e Italia hasta llegar a Francia. Allí, su hijastro Leon fue reclutado por las fuerzas aliadas para convertirse en agente de espionaje y reclutó a Władysława para que le ayudara. Ella se convirtió en cifradora y agente de la red marítima que trabajaba para la rama "Francia" bajo el seudónimo de "Maria." Fue nombrada subteniente, no solo sargento, y su trabajo consistía en pasar ropa y dinero de contrabando a los agentes aliados.
 

Un día, tomó un camino novedoso para proteger a su hijastro. 
"Cuando Leon fue arrestado el 26 de diciembre de 1942 por miembros de la Abwehr y la OVRA Association por actividades antifascistas, quedó un cuaderno sobre la mesa de la habitación del teniente coronel. Władysława decidió llevárselo cuando los agentes alemanes la llevaron para interrogarla. Sentada en la sala de espera y aprovechando la falta de atención de los agentes, Śliwińska se comió el cuaderno de su hijastro en su totalidad, por temor a que contuviera información comprometedora sobre él."
 Cuando terminó la Segunda Guerra Mundial, su familia no pudo regresar a Polonia, que había quedado bajo control soviético, por lo que se marchó con su marido y su hijastro a Casablanca, Marruecos, donde trabajó para el Gobierno polaco en el exilio.
Tras la muerte de su esposo en 1971, regresó a Francia y se instaló en Aix-en-Provence, donde falleció a los 93 años el 1 de marzo de 2001. Fue enterrada en el cementerio de Montmorency.

## Honores seleccionados
El 19 de febrero de 1951, a bordo del buque británico HMS Liverpool, en el puerto de Casablanca, recibió la Medalla del rey por el valor en la causa de la libertad (creada por el presidente de la República de Polonia en el exilio para los soldados del ejército polaco y los miembros del movimiento de resistencia). La cobertura periodística del evento dio lugar al titular: Władysława Śliwińska, heroína del movimiento de resistencia.
El 10 de junio de 1986, en París, recibió la Legión de Honor y la pensión asignada a quienes ostentan esta distinción. Otras condecoraciones incluyen la Gold Cross of Merit with Swords, la Croix de Guerre francesa y la Médaille en Vermeil.